# Đội tuyển bóng đá U-17 quốc gia Ấn Độ
Đội tuyển bóng đá U-17 quốc gia Ấn Độ được đại diện Ấn Độ trong bóng đá quốc tế tại cấp 17 tuổi. Dưới sự giám sát bởi Liên đoàn bóng đá Ấn Độ, cơ quan quản lý bóng đá ở Ấn Độ, đội tuyển là một phần của Liên đoàn bóng đá châu Á và Liên đoàn bóng đá Nam Á.

## Lịch sử thi đấu

### Giải vô địch bóng đá U-17 thế giới
Ấn Độ đã tham gia lần đầu tiên trong Giải vô địch bóng đá U-17 thế giới như chủ nhà trong kỳ năm 2017 của giải đấu.

## Lịch thi đấu và kết quả gần đây

### Kết quả và lịch thi đấu U17
| 5 tháng 10 năm 2016 Cúp BRICS | Ấn Độ | 0–1      | Nga        | Bambolim, Ấn Độ                |  |
| 20:00                         |       | Chi tiết | Lopatin 3' | Sân vận động: Sân vận động GMC |  |

| 7 tháng 10 năm 2016 Cúp BRICS | Nam Phi       | 1–0      | Ấn Độ | Bambolim, Ấn Độ                |  |
| 16:00                         | Radzilani 23' | Chi tiết |       | Sân vận động: Sân vận động GMC |  |

| 10 tháng 10 năm 2016 Cúp BRICS | Ấn Độ | 0–1      | Trung Quốc | Bambolim, Ấn Độ                |  |
| 16:00                          |       | Chi tiết | Cong 90+5' | Sân vận động: Sân vận động GMC |  |

| 13 tháng 10 năm 2016 Cúp BRICS | Brasil                                            | 3–1      | Ấn Độ      | Bambolim, Ấn Độ                |  |
| 20:00                          | B. Silva 2' · M. Santos 30' · Vinícius Júnior 82' | Chi tiết | Thatal 19' | Sân vận động: Sân vận động GMC |  |

| 15 tháng 12 năm 2016 Giao hữu | Uruguay                     | 2–1      | Ấn Độ      | Paranaense, Brasil |  |
|                               | J. Neris 14' · F. Milan 57' | Chi tiết | Thatal 59' |                    |  |

| 8 tháng 1 năm 2017 Granatkin Cup | Nga                                                                                                 | 8–0      | Ấn Độ | Sankt-Peterburg, Nga |  |
|                                  | Glushkov 2' · Denisov 12' · Glushenkov 21', 31' · Rudenko 25' · Tsypchenko 46', 67' · Latchevic 90' | Chi tiết |       |                      |  |

| 10 tháng 1 năm 2017 Granatkin Cup | Belarus | 0–1      | Ấn Độ      | Sankt-Peterburg, Nga |  |
|                                   |         | Chi tiết | Thatal 68' |                      |  |

| 12 tháng 1 năm 2017 Granatkin Cup | Latvia                                                           | 4–1      | Ấn Độ      | Sankt-Peterburg, Nga |  |
|                                   | Čudars 17' · Soloceiciks 19' · Regza 38' · Grīnbergs 77' (ph.đ.) | Chi tiết | Stalin 50' |                      |  |

| 14 tháng 1 năm 2017 Granatkin Cup | Estonia                  | 2–1      | Ấn Độ                | Sankt-Peterburg, Nga |  |
|                                   | Sorga 69' · Pihelgas 86' | Chi tiết | Pihelgas (l.n) Sarif |                      |  |

| 17 tháng 1 năm 2017 Granatkin Cup | Iran        | 1–0      | Ấn Độ | Sankt-Peterburg, Nga |  |
|                                   | Sharifi 39' | Chi tiết |       |                      |  |

| 20 tháng 1 năm 2017 Granatkin Cup | Tajikistan  | 1–0      | Ấn Độ | Sankt-Peterburg, Nga |  |
|                                   | Umarjon 80' | Chi tiết |       |                      |  |

| 7 tháng 6 năm 2017 Giao hữu | Serbia | 0–0      | Ấn Độ | Kaposvár, Hungary |
|                             |        | Chi tiết |       |                   |

| 14 tháng 6 năm 2017 Giao hữu | Bắc Macedonia | 0–0      | Ấn Độ | Kaposvár, Hungary |
|                              |               | Chi tiết |       |                   |

| 3 tháng 8 năm 2017 Naciones Cup | México                                                    | 5–1      | Ấn Độ             | Thành phố México, México   |  |
|                                 | R. de la Rosa 2', 88', 90' · J. Torres 23' · A. Perez 58' | Chi tiết | Kiyam 52' (ph.đ.) | Sân vận động: Estadio Azul |  |

| 4 tháng 8 năm 2017 Naciones Cup | Colombia                                   | 3–0      | Ấn Độ | Thành phố México, México   |  |
|                                 | D. Vidal 8' · D. Cortes 45' · F. Angel 47' | Chi tiết |       | Sân vận động: Estadio Azul |  |

| 6 tháng 8 năm 2017 Naciones Cup | Chile        | 1–1      | Ấn Độ             | Thành phố México, México   |  |
|                                 | M. Silva 43' | Chi tiết | Naorem 82' Jhadav | Sân vận động: Estadio Azul |  |

| 21 tháng 9 năm 2017 Giao hữu | Ấn Độ                                 | 3–0      | Mauritius | Goa, Ấn Độ                 |  |
| 09:00                        | Thangjam 65' · Meher 81' · Jadhav 89' | Chi tiết |           | Sân vận động: Nagoa ground |  |

| 6 tháng 10 năm 2017 U17 World Cup | Ấn Độ | 0–3      | Hoa Kỳ                                          | Delhi, Ấn Độ           |  |
| 20:00                             |       | Chi tiết | Sargent 30' (ph.đ.) · Durkin 51' · Carleton 84' | Trọng tài: Gery Vargas |  |

| 9 tháng 10 năm 2017 U17 World Cup | Ấn Độ          | 1–2      | Colombia          | Delhi, Ấn Độ               |  |
| 20:00                             | Thounaojam 82' | Chi tiết | Penaloza 49', 83' | Trọng tài: Ricardo Montero |  |

| 12 tháng 10 năm 2017 U17 World Cup | Ghana                                 | 4–0      | Ấn Độ | Delhi, Ấn Độ |  |
| 20:00                              | Ayiah 43', 52' · Danso 86' · Toku 87' | Chi tiết |       |              |  |

### Kết quả và lịch thi đấu U16
| 22 tháng 4 năm 2017 Cúp giao hữu Ai Cập-Ấn Độ | Al Ahly SC | 1–2      | Ấn Độ                     | Alexandria, Ai Cập |  |
|                                               | Ali 28'    | Chi tiết | B. Oram 18' · R. Danu 46' |                    |  |

| 23 tháng 4 năm 2017 Cúp giao hữu Ai Cập-Ấn Độ | Smouha SC    | 1–3      | Ấn Độ                 | Alexandria, Ai Cập |  |
|                                               | Abdullah 68' | Chi tiết | R. Danu 16', 85', 90' |                    |  |

| 19 tháng 8 năm 2017 U-15 SAFF 2017 | Ấn Độ | 9–0      | Maldives | Kathmandu, Nepal                                                            |  |
| 15:00                              | R. Rana 20', 26', 48' · (l.n) · T. Moirangthem 41' · R. Shabong 57' · V. Singh 70' · Lalrokima 80' · (l.n) | Chi tiết |          | Sân vận động: ANFA Complex Trọng tài: Golam Mourshed Choudhary (Bangladesh) |  |

| 23 tháng 8 năm 2017 U-15 SAFF 2017 | Nepal                | 1–2 | Ấn Độ                      | Kathmandu, Nepal                                           |  |
| 15:00                              | R. Magar 40' (ph.đ.) |     | 27' V. Singh · 64' R. Rana | Sân vận động: ANFA Complex Trọng tài: Ugyen Dorji (Bhutan) |  |

| 25 tháng 8 năm 2017 BK U-15 SAFF 2017 | Bhutan | 0–3      | Ấn Độ                                           | Kathmandu, Nepal                                                                     |  |
| 15:00                                 |        | Chi tiết | V. Singh 20' · H. Rulbir 76' · R. D'Mello 90+2' | Sân vận động: Sân vận động Halchowk Trọng tài: Golam Mourshed Choudhary (Bangladesh) |  |

| 27 tháng 8 năm 2017 CK U-15 SAFF 2017 | Nepal                    | 1–2      | Ấn Độ                        | Kathmandu, Nepal                                |  |
| 15:00                                 | B. Chaudhary 41' (ph.đ.) | Chi tiết | 59' Lalrokima · 75' V. Singh | Sân vận động: ANFA Complex Lượng khán giả: 5000 |  |

| 3 tháng 9 năm 2017 Giao hữu | Qatar | 0–1      | Ấn Độ         | Doha, Qatar                         |  |
| 19:00                       |       | Chi tiết | Lalrokima 75' | Sân vận động: Aspire Academy Ground |  |

| 10 tháng 9 năm 2017 Giao hữu | Al Sadd SC | 2–2      | Ấn Độ                              | Doha, Qatar                         |  |
| 19:00                        |            | Chi tiết | T. Moirangthem 36' · H. Rulbir 91' | Sân vận động: Aspire Academy Ground |  |

| 15 tháng 9 năm 2017 Giao hữu | Al-Duhail SC | 0–5      | Ấn Độ                                                             | Doha, Qatar                         |  |
| 19:00                        |              | Chi tiết | R.Rana 03', 39' · V.Singh 65' · G. Moirangthem 73' · H.Rulbir 82' | Sân vận động: Aspire Academy Ground |  |

| 20 tháng 9 năm 2017 2018 ACQ | Ấn Độ                                           | 3–0      | Palestine | Kathmandu, Nepal                                                                        |  |
| 12:00                        | G. Moirangthem 53' · B. Oram 74' · V. Singh 82' | Chi tiết |           | Sân vận động: ANFA Complex Lượng khán giả: 50 Trọng tài: Pechsri Mongkolchai (Thái Lan) |  |

| 22 tháng 9 năm 2017 2018 ACQ | Nepal                 | 2–2      | Ấn Độ              | Kathmandu, Nepal           |  |
| 16:00                        | B. Chaudhary 76', 88' | Chi tiết | H. Rulbir 83', 85' | Sân vận động: ANFA Complex |  |

| 24 tháng 9 năm 2017 2018 ACQ | Ấn Độ | 0–0 | Iraq | Kathmandu, Nepal           |  |
| 12:00                        |       |     |      | Sân vận động: ANFA Complex |  |

## Các cầu thủ
Các cầu thủ sau đây đã là phần của đội hình cho Giải vô địch bóng đá U-17 thế giới 2017.
Huấn luyện viên:  Luís Norton de Matos
Các khoác áo và bàn thắng được cập nhật vào ngày 12 tháng 10 năm 2017. 
| Số       | Tên                              | Ngày sinh         | Câu lạc bộ                    | Bang        | Số khoác áo (bàn thắng) |
| Thủ môn  | Thủ môn                          | Thủ môn           | Thủ môn                       | Thủ môn     | Thủ môn                 |
| -------- | -------------------------------- | ----------------- | ----------------------------- | ----------- | ----------------------- |
| 1        | Dheeraj Singh Moirangthem        | 4 tháng 7, 2000   | AIFF Elite Academy            | Manipur     | 18 (0)                  |
| 20       | Prabhsukhan Singh Gill           | 2 tháng 1, 2001   | AIFF Elite Academy            | Punjab      | 6 (0)                   |
| 21       | Sunny Dhaliwal                   | 30 tháng 1, 2000  | Toronto                       | Punjab      | 0 (0)                   |
| Hậu vệ   |                                  |                   |                               |             |                         |
| 2        | Boris Singh Thangjam             | 3 tháng 1, 2000   | AIFF Elite Academy            | Manipur     | 31 (4)                  |
| 3        | Jitendra Singh                   | 13 tháng 6, 2000  | AIFF Elite Academy            | West Bengal | 30 (0)                  |
| 4        | Anwar Ali                        | 28 tháng 8, 2000  | Minerva Punjab                | Punjab      | 8 (0)                   |
| 5        | Sanjeev Stalin                   | 17 tháng 1, 2001  | AIFF Elite Academy            | Karnataka   | 32 (3)                  |
| 12       | Hendry Antonay                   | 22 tháng 5, 2000  | AIFF Elite Academy            | Karnataka   | 2 (0)                   |
| 18       | Namit Sandeep Deshpande          | 9 tháng 6, 2000   | US Soccer Development Academy | Maharashtra | 6 (0)                   |
| Tiền vệ  |                                  |                   |                               |             |                         |
| 6        | Suresh Singh Wangjam             | 7 tháng 8, 2000   | AIFF Elite Academy            | Manipur     | 30 (6)                  |
| 7        | Kumanthem Nonthoinganba Meetei   | 13 tháng 7, 2001  | AIFF Elite Academy            | Manipur     | 26 (0)                  |
| 8        | Amarjit Singh Kiyam (Đội trưởng) | 6 tháng 1, 2001   | AIFF Elite Academy            | Manipur     | 33 (2)                  |
| 10       | Abhijit Sarkar                   | 5 tháng 1, 2000   | AIFF Elite Academy            | West Bengal | 21 (7)                  |
| 11       | Komal Thatal                     | 18 tháng 9, 2000  | AIFF Elite Academy            | Sikkim      | 31 (8)                  |
| 13       | Lalengmawia                      | 17 tháng 10, 2000 | AIFF Elite Academy            | Mizoram     | 14 (0)                  |
| 15       | Jeakson Singh Thounaojam         | 21 tháng 6, 2001  | Minerva Punjab                | Manipur     | 5 (1)                   |
| 16       | Nongdamba Naorem                 | 2 tháng 1, 2000   | Minerva Punjab                | Manipur     | 6 (1)                   |
| 17       | Rahul Kannoly Praveen            | 16 tháng 3, 2000  | AIFF Elite Academy            | Kerala      | 7 (0)                   |
| 19       | Mohammad Shahjahan               | 3 tháng 10, 2000  | Minerva Punjab                | Manipur     | 1 (0)                   |
| Tiền đạo |                                  |                   |                               |             |                         |
| 9        | Aniket Anil Jhadav               | 13 tháng 7, 2000  | AIFF Elite Academy            | Maharashtra | 30 (2)                  |
| 14       | Rahim Ali                        | 21 tháng 4, 2000  | AIFF Elite Academy            | West Bengal | 3 (0)                   |

### Đội hình U16 (các cầu thủ sinh vào và sau năm 2002)
Tính đến ngày 22 tháng 9 năm 2017
Huấn luyện viên: Bibiano Fernandes
Đây là đội hình được tham dự vòng loại giải vô địch bóng đá U-16 châu Á 2018 từ ngày 16 tháng 9 đến ngày 29 tháng 9 năm 2017.
| Số       | Tên                           | Ngày sinh         | Câu lạc bộ                     | Bang              | Số khoác áo (bàn thắng) |
| Thủ môn  | Thủ môn                       | Thủ môn           | Thủ môn                        | Thủ môn           | Thủ môn                 |
| -------- | ----------------------------- | ----------------- | ------------------------------ | ----------------- | ----------------------- |
| 1        | Lalbiakhlua Jongte            | 1 tháng 1, 2002   | AIFF Regional Academy          | Mizoram           | 8 (0)                   |
| 20       | Manik Baliyan                 | 24 tháng 7, 2004  | Reliance Football Young Champs | Uttar Pradesh     | 0 (0)                   |
| 23       | Niraj Kumar                   | 16 tháng 11, 2002 | Ozone FC                       | Karnataka         | 0 (0)                   |
| Hậu vệ   |                               |                   |                                |                   |                         |
| 2        | Thoiba Singh Moirangthem      | 12 tháng 12, 2002 | Minerva Punjab                 | Manipur           | 7 (1)                   |
| 3        | Harpreet Singh                | 1 tháng 11, 2002  | Ozone FC                       | Chandigarh        | 8 (0)                   |
| 4        | Shabas Ahammed Moothedath     | 1 tháng 1, 2002   | AIFF Regional Academy          | Kerala            | 3 (0)                   |
| 5        | Gurkirat Singh                | 1 tháng 1, 2002   | AIFF Regional Academy          | Punjab            | 8 (0)                   |
| 16       | Sandip Mandi                  | 1 tháng 1, 2002   | AIFF Regional Academy          | West Bengal       | 0 (0)                   |
| 19       | Samir Karketta                | 1 tháng 1, 2002   | AIFF Regional Academy          | Orissa            | 7 (0)                   |
| 21       | Lalrokima                     | 1 tháng 1, 2002   | AIFF Regional Academy          | Mizoram           | 7 (3)                   |
| Tiền vệ  |                               |                   |                                |                   |                         |
| 7        | Ravi Bahadur Rana             | 15 tháng 10, 2002 | Tata Football Academy          | Jammu and Kashmir | 8 (4)                   |
| 10       | Lalchhanhima Sailo            | 3 tháng 3, 2003   | Minerva Punjab                 | Mizoram           | 7 (0)                   |
| 11       | Givson Singh Moirangthem      | 1 tháng 1, 2002   | AIFF Elite Academy             | Manipur           | 8 (1)                   |
| 12       | Aenam Graffenberg Jyrwa       | 1 tháng 1, 2002   | Shillong Lajong                | Meghalaya         | 2 (0)                   |
| 14       | Ricky John Shabong            | 1 tháng 1, 2002   | Royal Wahingdoh                | Meghalaya         | 8 (1)                   |
| 17       | Eric Remruatpuia Chhangte     | 1 tháng 1, 2002   | Shillong Lajong                | Mizoram           | 1 (0)                   |
| Tiền đạo |                               |                   |                                |                   |                         |
| 6        | Vikram Pratap Singh (Captain) | 1 tháng 1, 2002   | Minerva Punjab                 | Chandigarh        | 8 (6)                   |
| 8        | Bekey Oram                    | 1 tháng 1, 2002   | Bolangir Sports Hostel         | Orissa            | 8 (2)                   |
| 9        | Ridge Melvin Demello          | 1 tháng 1, 2002   | AIFF Regional Academy          | Maharashtra       | 6 (1)                   |
| 13       | Harpreet Rulbir               | 11 tháng 3, 2002  | Ozone FC                       | Haryana           | 5 (4)                   |
| 15       | Adarsh Rai Das                | 1 tháng 1, 2002   | Assam State Academy            | Assam             | 0 (0)                   |
| 18       | Shanon Aleixinho Viegas       | 1 tháng 1, 2002   | Sporting Goa                   | Goa               | 0 (0)                   |
| 22       | Subungasa Basumatary          | 1 tháng 1, 2002   | Shillong Lajong                | Assam             | 1 (0)                   |

### Đội hình quá khứ
Đội hình giải vô địch bóng đá U-16 châu Á
- Đội hình giải vô địch bóng đá U-16 châu Á 2012
- Đội hình giải vô địch bóng đá U-16 châu Á 2016

## Lịch sử cạnh tranh

### Giải vô địch bóng đá U-17 thế giới
| Kỷ lục Giải vô địch bóng đá U-17 thế giới | Kỷ lục Giải vô địch bóng đá U-17 thế giới | Kỷ lục Giải vô địch bóng đá U-17 thế giới | Kỷ lục Giải vô địch bóng đá U-17 thế giới | Kỷ lục Giải vô địch bóng đá U-17 thế giới | Kỷ lục Giải vô địch bóng đá U-17 thế giới | Kỷ lục Giải vô địch bóng đá U-17 thế giới | Kỷ lục Giải vô địch bóng đá U-17 thế giới | Kỷ lục Giải vô địch bóng đá U-17 thế giới |
| Năm                                       | Kết quả                                   | Vị trí                                    | St                                        | T                                         | H*                                        | B                                         | Bt                                        | Bb                                        |
| ----------------------------------------- | ----------------------------------------- | ----------------------------------------- | ----------------------------------------- | ----------------------------------------- | ----------------------------------------- | ----------------------------------------- | ----------------------------------------- | ----------------------------------------- |
| 1985                                      | Không vượt qua vòng loại                  | Không vượt qua vòng loại                  | Không vượt qua vòng loại                  | Không vượt qua vòng loại                  | Không vượt qua vòng loại                  | Không vượt qua vòng loại                  | Không vượt qua vòng loại                  | Không vượt qua vòng loại                  |
| 1987                                      | Không vượt qua vòng loại                  | Không vượt qua vòng loại                  | Không vượt qua vòng loại                  | Không vượt qua vòng loại                  | Không vượt qua vòng loại                  | Không vượt qua vòng loại                  | Không vượt qua vòng loại                  | Không vượt qua vòng loại                  |
| 1989                                      | Không vượt qua vòng loại                  | Không vượt qua vòng loại                  | Không vượt qua vòng loại                  | Không vượt qua vòng loại                  | Không vượt qua vòng loại                  | Không vượt qua vòng loại                  | Không vượt qua vòng loại                  | Không vượt qua vòng loại                  |
| 1991                                      | Không vượt qua vòng loại                  | Không vượt qua vòng loại                  | Không vượt qua vòng loại                  | Không vượt qua vòng loại                  | Không vượt qua vòng loại                  | Không vượt qua vòng loại                  | Không vượt qua vòng loại                  | Không vượt qua vòng loại                  |
| 1993                                      | Không vượt qua vòng loại                  | Không vượt qua vòng loại                  | Không vượt qua vòng loại                  | Không vượt qua vòng loại                  | Không vượt qua vòng loại                  | Không vượt qua vòng loại                  | Không vượt qua vòng loại                  | Không vượt qua vòng loại                  |
| 1995                                      | Không vượt qua vòng loại                  | Không vượt qua vòng loại                  | Không vượt qua vòng loại                  | Không vượt qua vòng loại                  | Không vượt qua vòng loại                  | Không vượt qua vòng loại                  | Không vượt qua vòng loại                  | Không vượt qua vòng loại                  |
| 1997                                      | Không vượt qua vòng loại                  | Không vượt qua vòng loại                  | Không vượt qua vòng loại                  | Không vượt qua vòng loại                  | Không vượt qua vòng loại                  | Không vượt qua vòng loại                  | Không vượt qua vòng loại                  | Không vượt qua vòng loại                  |
| 1999                                      | Không vượt qua vòng loại                  | Không vượt qua vòng loại                  | Không vượt qua vòng loại                  | Không vượt qua vòng loại                  | Không vượt qua vòng loại                  | Không vượt qua vòng loại                  | Không vượt qua vòng loại                  | Không vượt qua vòng loại                  |
| 2001                                      | Không vượt qua vòng loại                  | Không vượt qua vòng loại                  | Không vượt qua vòng loại                  | Không vượt qua vòng loại                  | Không vượt qua vòng loại                  | Không vượt qua vòng loại                  | Không vượt qua vòng loại                  | Không vượt qua vòng loại                  |
| 2003                                      | Không vượt qua vòng loại                  | Không vượt qua vòng loại                  | Không vượt qua vòng loại                  | Không vượt qua vòng loại                  | Không vượt qua vòng loại                  | Không vượt qua vòng loại                  | Không vượt qua vòng loại                  | Không vượt qua vòng loại                  |
| 2005                                      | Không vượt qua vòng loại                  | Không vượt qua vòng loại                  | Không vượt qua vòng loại                  | Không vượt qua vòng loại                  | Không vượt qua vòng loại                  | Không vượt qua vòng loại                  | Không vượt qua vòng loại                  | Không vượt qua vòng loại                  |
| 2007                                      | Không vượt qua vòng loại                  | Không vượt qua vòng loại                  | Không vượt qua vòng loại                  | Không vượt qua vòng loại                  | Không vượt qua vòng loại                  | Không vượt qua vòng loại                  | Không vượt qua vòng loại                  | Không vượt qua vòng loại                  |
| 2009                                      | Không vượt qua vòng loại                  | Không vượt qua vòng loại                  | Không vượt qua vòng loại                  | Không vượt qua vòng loại                  | Không vượt qua vòng loại                  | Không vượt qua vòng loại                  | Không vượt qua vòng loại                  | Không vượt qua vòng loại                  |
| 2011                                      | Không vượt qua vòng loại                  | Không vượt qua vòng loại                  | Không vượt qua vòng loại                  | Không vượt qua vòng loại                  | Không vượt qua vòng loại                  | Không vượt qua vòng loại                  | Không vượt qua vòng loại                  | Không vượt qua vòng loại                  |
| 2013                                      | Không vượt qua vòng loại                  | Không vượt qua vòng loại                  | Không vượt qua vòng loại                  | Không vượt qua vòng loại                  | Không vượt qua vòng loại                  | Không vượt qua vòng loại                  | Không vượt qua vòng loại                  | Không vượt qua vòng loại                  |
| 2015                                      | Không vượt qua vòng loại                  | Không vượt qua vòng loại                  | Không vượt qua vòng loại                  | Không vượt qua vòng loại                  | Không vượt qua vòng loại                  | Không vượt qua vòng loại                  | Không vượt qua vòng loại                  | Không vượt qua vòng loại                  |
| 2017                                      | Vòng bảng                                 | 24/24                                     | 3                                         | 0                                         | 0                                         | 3                                         | 1                                         | 9                                         |
| 2019                                      | Không vượt qua vòng loại                  | Không vượt qua vòng loại                  | Không vượt qua vòng loại                  | Không vượt qua vòng loại                  | Không vượt qua vòng loại                  | Không vượt qua vòng loại                  | Không vượt qua vòng loại                  | Không vượt qua vòng loại                  |
| 2023                                      | Không vượt qua vòng loại                  | Không vượt qua vòng loại                  | Không vượt qua vòng loại                  | Không vượt qua vòng loại                  | Không vượt qua vòng loại                  | Không vượt qua vòng loại                  | Không vượt qua vòng loại                  | Không vượt qua vòng loại                  |
| Tổng số                                   | 1/17                                      | 1 lần vòng bảng                           | 3                                         | 0                                         | 0                                         | 3                                         | 1                                         | 9                                         |

### Cúp bóng đá U-17 châu Á
| Cúp bóng đá U-17 châu Á | Cúp bóng đá U-17 châu Á  | Cúp bóng đá U-17 châu Á  | Cúp bóng đá U-17 châu Á  | Cúp bóng đá U-17 châu Á  | Cúp bóng đá U-17 châu Á  | Cúp bóng đá U-17 châu Á  | Cúp bóng đá U-17 châu Á  | Cúp bóng đá U-17 châu Á  |
| Chủ nhà / Năm           | Kết quả                  | Vị trí                   | St                       | T                        | H*                       | B                        | Bt                       | Bb                       |
| ----------------------- | ------------------------ | ------------------------ | ------------------------ | ------------------------ | ------------------------ | ------------------------ | ------------------------ | ------------------------ |
| 1985                    | Không vượt qua vòng loại | Không vượt qua vòng loại | Không vượt qua vòng loại | Không vượt qua vòng loại | Không vượt qua vòng loại | Không vượt qua vòng loại | Không vượt qua vòng loại | Không vượt qua vòng loại |
| 1986                    | Không vượt qua vòng loại | Không vượt qua vòng loại | Không vượt qua vòng loại | Không vượt qua vòng loại | Không vượt qua vòng loại | Không vượt qua vòng loại | Không vượt qua vòng loại | Không vượt qua vòng loại |
| 1988                    | Không vượt qua vòng loại | Không vượt qua vòng loại | Không vượt qua vòng loại | Không vượt qua vòng loại | Không vượt qua vòng loại | Không vượt qua vòng loại | Không vượt qua vòng loại | Không vượt qua vòng loại |
| 1990                    | Vòng bảng                | -                        | 3                        | 1                        | 0                        | 2                        | 2                        | 6                        |
| 1992                    | Không vượt qua vòng loại | Không vượt qua vòng loại | Không vượt qua vòng loại | Không vượt qua vòng loại | Không vượt qua vòng loại | Không vượt qua vòng loại | Không vượt qua vòng loại | Không vượt qua vòng loại |
| 1994                    | Không vượt qua vòng loại | Không vượt qua vòng loại | Không vượt qua vòng loại | Không vượt qua vòng loại | Không vượt qua vòng loại | Không vượt qua vòng loại | Không vượt qua vòng loại | Không vượt qua vòng loại |
| 1996                    | Vòng bảng                | -                        | 4                        | 1                        | 0                        | 3                        | 6                        | 16                       |
| 1998                    | Không vượt qua vòng loại | Không vượt qua vòng loại | Không vượt qua vòng loại | Không vượt qua vòng loại | Không vượt qua vòng loại | Không vượt qua vòng loại | Không vượt qua vòng loại | Không vượt qua vòng loại |
| 2000                    | Không vượt qua vòng loại | Không vượt qua vòng loại | Không vượt qua vòng loại | Không vượt qua vòng loại | Không vượt qua vòng loại | Không vượt qua vòng loại | Không vượt qua vòng loại | Không vượt qua vòng loại |
| 2002                    | Tứ kết                   | -                        | 4                        | 1                        | 1                        | 2                        | 7                        | 9                        |
| 2004                    | Vòng bảng                | -                        | 3                        | 1                        | 0                        | 2                        | 3                        | 4                        |
| 2006                    | Không vượt qua vòng loại | Không vượt qua vòng loại | Không vượt qua vòng loại | Không vượt qua vòng loại | Không vượt qua vòng loại | Không vượt qua vòng loại | Không vượt qua vòng loại | Không vượt qua vòng loại |
| 2008                    | Vòng bảng                | -                        | 3                        | 1                        | 0                        | 2                        | 3                        | 8                        |
| 2010                    | Không vượt qua vòng loại | Không vượt qua vòng loại | Không vượt qua vòng loại | Không vượt qua vòng loại | Không vượt qua vòng loại | Không vượt qua vòng loại | Không vượt qua vòng loại | Không vượt qua vòng loại |
| 2012                    | Vòng bảng                | -                        | 3                        | 0                        | 2                        | 1                        | 4                        | 5                        |
| 2014                    | Không vượt qua vòng loại | Không vượt qua vòng loại | Không vượt qua vòng loại | Không vượt qua vòng loại | Không vượt qua vòng loại | Không vượt qua vòng loại | Không vượt qua vòng loại | Không vượt qua vòng loại |
| 2016                    | Vòng bảng                | -                        | 3                        | 0                        | 1                        | 2                        | 5                        | 9                        |
| 2018                    | Tứ kết                   | -                        | 4                        | 1                        | 2                        | 1                        | 1                        | 1                        |
| 2023                    | Vòng bảng                | -                        | 3                        | 0                        | 1                        | 2                        | 5                        | 10                       |
| Tổng số                 | 8/18                     | 2 lần tứ kết             | 30                       | 6                        | 7                        | 17                       | 36                       | 68                       |

### Giải vô địch bóng đá U-16 Nam Á
| Kỷ lục Giải vô địch bóng đá U-16 Nam Á | Kỷ lục Giải vô địch bóng đá U-16 Nam Á | Kỷ lục Giải vô địch bóng đá U-16 Nam Á | Kỷ lục Giải vô địch bóng đá U-16 Nam Á | Kỷ lục Giải vô địch bóng đá U-16 Nam Á | Kỷ lục Giải vô địch bóng đá U-16 Nam Á | Kỷ lục Giải vô địch bóng đá U-16 Nam Á | Kỷ lục Giải vô địch bóng đá U-16 Nam Á | Kỷ lục Giải vô địch bóng đá U-16 Nam Á |
| Năm                                    | Kết quả                                | Vị trí                                 | St                                     | T                                      | H*                                     | B                                      | Bt                                     | Bb                                     |
| -------------------------------------- | -------------------------------------- | -------------------------------------- | -------------------------------------- | -------------------------------------- | -------------------------------------- | -------------------------------------- | -------------------------------------- | -------------------------------------- |
| 2011                                   | Á quân                                 | 2nd                                    | 4                                      | 1                                      | 1                                      | 2                                      | 7                                      | 4                                      |
| 2013                                   | Vô địch                                | 1st                                    | 4                                      | 3                                      | 1                                      | 0                                      | 7                                      | 1                                      |
| 2015                                   | Á quân                                 | 2nd                                    | 4                                      | 2                                      | 1                                      | 1                                      | 8                                      | 3                                      |
| 2017                                   | Vô địch                                | 1st                                    | 4                                      | 4                                      | 0                                      | 0                                      | 16                                     | 2                                      |
| Tổng số                                | 4/4                                    | 2 lần                                  | 16                                     | 10                                     | 3                                      | 3                                      | 38                                     | 10                                     |

*Denotes draws includes knockout matches decided on penalty kicks. Red border indicates that the tournament was hosted on home soil. Gold, silver, bronze backgrounds indicates 1st, 2nd and 3rd finishes respectively. Bold text indicates best finish in tournament.

## Danh hiệu
- Giải vô địch bóng đá U-16 Nam Á
  - Vô địch (2): 2013, 2017
  - Á quân (2): 2011, 2015